# ティエリ・アンリ
ティエリ・アンリ（Thierry Henry, 1977年8月17日 - ）は、フランス・エソンヌ県レ・ジュリス出身の元プロサッカー選手、現サッカー指導者。元フランス代表で、フランス代表歴代2位の51得点を記録している。現役時代のポジションはフォワード。
プレミアリーグ歴代最多となる4度の得点王受賞をはじめ、FWA（Football Writers' Association、サッカーライター協会）の投票によるFWA年間最優秀選手賞を3度受賞、PFA年間最優秀選手賞を2度受賞、UEFAチーム・オブ・ザ・イヤーを同賞最多の5度受賞と数々の個人タイトルを獲得。またプレミアリーグにおける1シーズン歴代最多タイである20アシストの記録を誇る。

## 経歴

### クラブ

#### アーセナル入団まで
父親はグアドループでプロサッカー選手をしていたが、生活の安定を求めてフランス本土に渡り、パリ郊外でティエリを育てた。6歳の時に地元のクラブであるレ・ジュリス・フットボールに入団し、クラブでの練習のない日は厳格な父親による英才教育を受けた。なお、このクラブからはパトリス・エヴラもプロサッカー選手に育った。12歳から15歳の間は色々なクラブを転々としたが、クレールフォンテーヌ（INF、フランスサッカー学院）に入学して英才教育を受けた。なお、一度は入学試験に落とされたが、辞退者が出たために入学を許可されたという経歴を持つ。
本人が語るところによると、INF卒業後にヴェルサイユに1シーズンだけ在籍しており、22試合に出場し76得点を記録しているとのこと。この時にモナコのスカウトが視察した試合で7得点を決め、16歳の時に父アントワーヌが仮契約書にサインしASモナコに入団。
モナコの下部組織での活躍により、当時トップチームの指揮官であったアーセン・ベンゲルに抜擢され、1994年8月31日にニース戦でリーグ・アンデビュー。1994-95シーズンは8試合に出場し3得点の成績を残した。なお、この当時のアンリのポジションはセンターフォワードではなくウイングであった。1995-96シーズンは母国で開催された欧州U-19選手権のメンバー入りも果たす。1996-97シーズンには36試合に出場し9得点でチームのリーグ優勝に貢献し、UEFAカップでも初得点を記録。リーグ・アン年間最優秀若手選手にも選出される。
1998-99シーズン途中に監督ジャン・ティガナとの衝突が原因でセリエAのユヴェントスに移籍。モナコでは起用法を巡ってのすれ違いから退団を決めたが、移籍先のユヴェントスでも不慣れな左ウイングバックでの出場を余儀なくされ、実力をほとんど発揮できずに3得点でシーズンを終える。その頃に、モナコでアンリをトップチームに抜擢したアーセン・ベンゲルから「もし、イタリアでうまくいかなければ、私がまた獲得する」と促されており、その言葉を追うように1999年8月3日にベンゲルが指揮を執るプレミアリーグのアーセナルに入団。この件にはアーセナルがニコラ・アネルカをレアル・マドリードに約45億円で移籍させた背景もあり、アンリ獲得のためにアーセナル側が積んだ金額はアネルカの移籍で得た収入の約半分である。

#### アーセナル時代

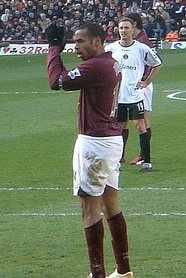
アーセナル時代のアンリ(2006)

ニュータイプのフォワードを構想していたベンゲルは、アンリをウイングからセンターフォワードにコンバートする。移籍初年度こそ新境地のポジションに戸惑いも見せるも、翌2000-01シーズンからは実力を遺憾なく発揮し、得点数こそ昨シーズンと同じながら敵陣のタッチライン際を快足をもって突破していくシーンは観戦者に強烈な印象を与えた。2001-02シーズンには24得点で得点王に輝き、チームは勝ち点87ポイント得失点差43でプレミアリーグ移行後2度目のリーグ優勝を果たす。またFAカップも優勝し、二冠を達成。
2002-03シーズンは優勝を逃し、アンリ自身も得点王を逃したが、得点数は昨シーズンと同じ24得点を記録し、PFA年間最優秀選手賞、FWA年間最優秀選手賞を受賞。チームの総得点数はリーグ最多の85得点と全体として高いパフォーマンスを誇った。またFAカップ2連覇。このシーズンに20アシストでアシスト王になったが、このアシスト数は2023-24シーズン終了時点でプレミアリーグにおける1シーズンのアシスト歴代最多タイ記録である。
2003-04シーズン、チームは26勝12引き分け勝ち点90ポイントと無敗優勝を成し遂げ、アンリは30得点で得点王に返り咲く。2年連続でPFA年間最優秀選手賞、FWA年間最優秀選手賞を受賞。この時期のアーセナルはしばしば「The Invincibles（無敵）」と讃えられ、アンリの他にパトリック・ヴィエラやロベール・ピレス、シーズン途中に移籍したシルヴァン・ヴィルトールといったフランス人選手が主力として顔を揃えていた。また、これらに監督アーセン・ベンゲルを含めて「フレンチ・コネクション」と呼ばれた。2003年のバロンドールではパベル・ネドベドに次いで2位となった。
2004-05シーズン、アンリは25得点を記録し2年連続で得点王に輝き、更に3年連続でFWA年間最優秀選手賞を受賞。チームは無敗記録を49試合にまで伸ばし、1977-78シーズンにノッティンガム・フォレストが達成した42試合無敗記録を27年ぶりに更新。49試合ぶりの黒星はマンチェスター・ユナイテッドに喫した。アーセナルは勝ち点83ポイント得失点差51で2位。またFAカップ王者に1年ぶりに返り咲く。
2005-06シーズン、3年間アーセナルの主将を務めたパトリック・ヴィエラがユヴェントスに移籍し、アンリはゲームキャプテンを任せられる。アンリ自身は27得点を記録し得点王を3年連続で受賞するも、チームは4位でシーズンを終え2連覇を果たしたチェルシーとの勝ち点差は24ポイント。一方で、欧州フットボール界の七不思議とまでいわれ勝てない時期が続いたUEFAチャンピオンズリーグでは連続無失点試合の記録を更新し、決勝でバルセロナに敗れるも準優勝と健闘した。
2006-07シーズンは怪我で大半の試合を欠場し、得点王連続記録もここで途絶える。チームの大黒柱の代役を務めたとは言い難いが、アンリのポジションにはエマニュエル・アデバヨールやロビン・ファン・ペルシーといった新鋭の台頭も見られ、チームの急速な世代交代により栄華を極めた時代の選手はアンリ以外はほとんど退団していた。2007年6月、2,400万ユーロでバルセロナへの移籍が決まる。

#### バルセロナ時代

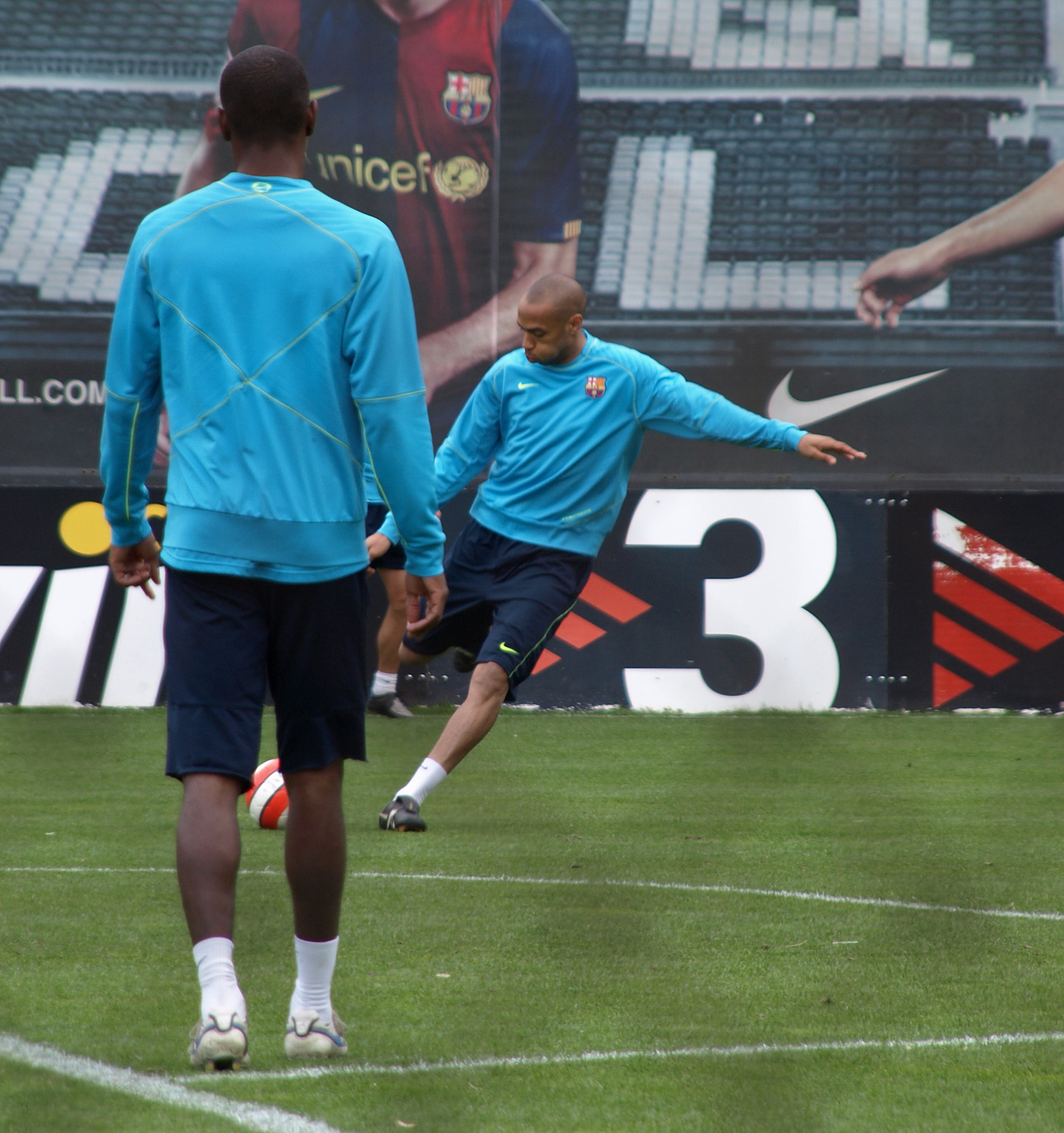
練習中のサミュエル・エトーとアンリ(バルセロナ時代)

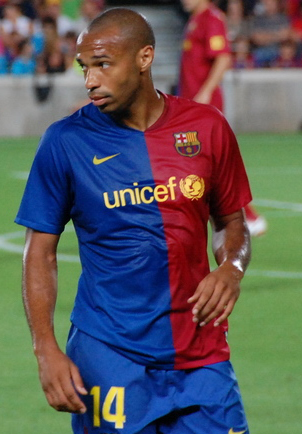
バルセロナでプレーするアンリ

リーガ・エスパニョーラ2007-08シーズン、当時3トップを形成していたロナウジーニョ、サミュエル・エトー、リオネル・メッシと自身を合わせた組み合わせは“ファンタスティック4”と呼ばれ注目されたが、スペインサッカーのスペースの少ないゆったりしたスタイルに戸惑い、また左ウイングのような役割に徹することで終始低調なプレーが続き30試合12得点でシーズンを終える。
2008-09シーズン、新たに監督に就任したジョゼップ・グアルディオラのチーム再編に伴い、ロナウジーニョ、デコが退団。より強健なチーム作りの中で当初はやサミュエル・エトー、アンドレス・イニエスタの控えに甘んじていたものの、次第に復調の兆しを見せ、守備に奔走する姿勢もみせるなか19得点を記録。チームは第36節アウェーでのマジョルカ戦後に3シーズンぶりのリーグ優勝を決め、最終成績は27勝6分5敗、勝ち点87ポイント得失点差70。またUEFAチャンピオンズリーグではグループリーグからの12試合で3得点をあげ、決勝戦でマンチェスター・ユナイテッドを破り優勝。アンリは5得点を記録。更にコパ・デル・レイも優勝し、スペインのクラブ史上初の三冠を達成した。
復調の兆しを見せた昨シーズンとはうってかわり、2009-10シーズンは終始単調なプレーを繰り返し、ベンチを暖める場面が増えた。若手のペドロ・ロドリゲスの活躍の影に潜んでいたが、終盤戦にセンターフォワードでの起用が多くなると、やや調子を取り戻した。

#### ニューヨーク・レッドブルズ時代

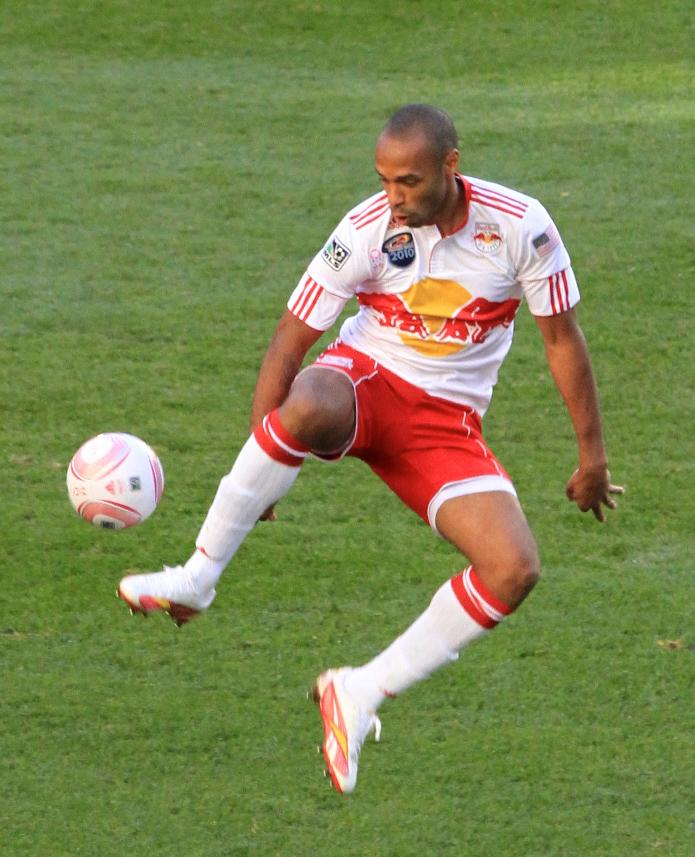
ニューヨーク・レッドブルズ時代のアンリ

2009-10シーズン終了後、バルセロナとの契約を解除した。2010年7月14日、特別指定選手制度 (Designated Player Rule) を用いてメジャーリーグ・サッカーのニューヨーク・レッドブルズへ移籍した。7月31日、ヒューストン・ダイナモ戦でMLSデビューを果たし、フアン・パブロ・アンヘルの2ゴールを両方アシストした。8月28日、サンノゼ・アースクエイクス戦でMLS初ゴールを挙げた。レッドブルズはMLS東カンファレンスでコロンバス・クルーを勝ち点1差で上回り、MLSカップ・プレーオフに進出したが、準々決勝でアースクエイクスに2-3で敗れた。2011シーズンは、レッドブルズはMLS10位で、MLSカップ・プレーオフの準々決勝で敗れた。

##### アーセナルへレンタル
2012年1月6日、シーズンオフを利用して古巣のアーセナルに2か月間レンタルで復帰した。アフリカネイションズカップ2012への参加のためチームを離れたジェルヴィーニョとマルアーヌ・シャマフの穴を埋めるためであった。背番号は12番。背番号14番は、アンリが退団後にセオ・ウォルコットが着用していた。1月9日のFAカップ3回戦リーズ・ユナイテッド戦に途中出場し、アレクサンドル・ソングのアシストから得点を決めた。期限付きで在籍した期間の7試合で2得点。特にイングランドでのラストマッチとなったサンダーランド戦では後半ロスタイムにアンドレイ・アルシャヴィンのクロスにボレーで合わせ、勝ち点3をもたらした。

##### レッドブルズ復帰

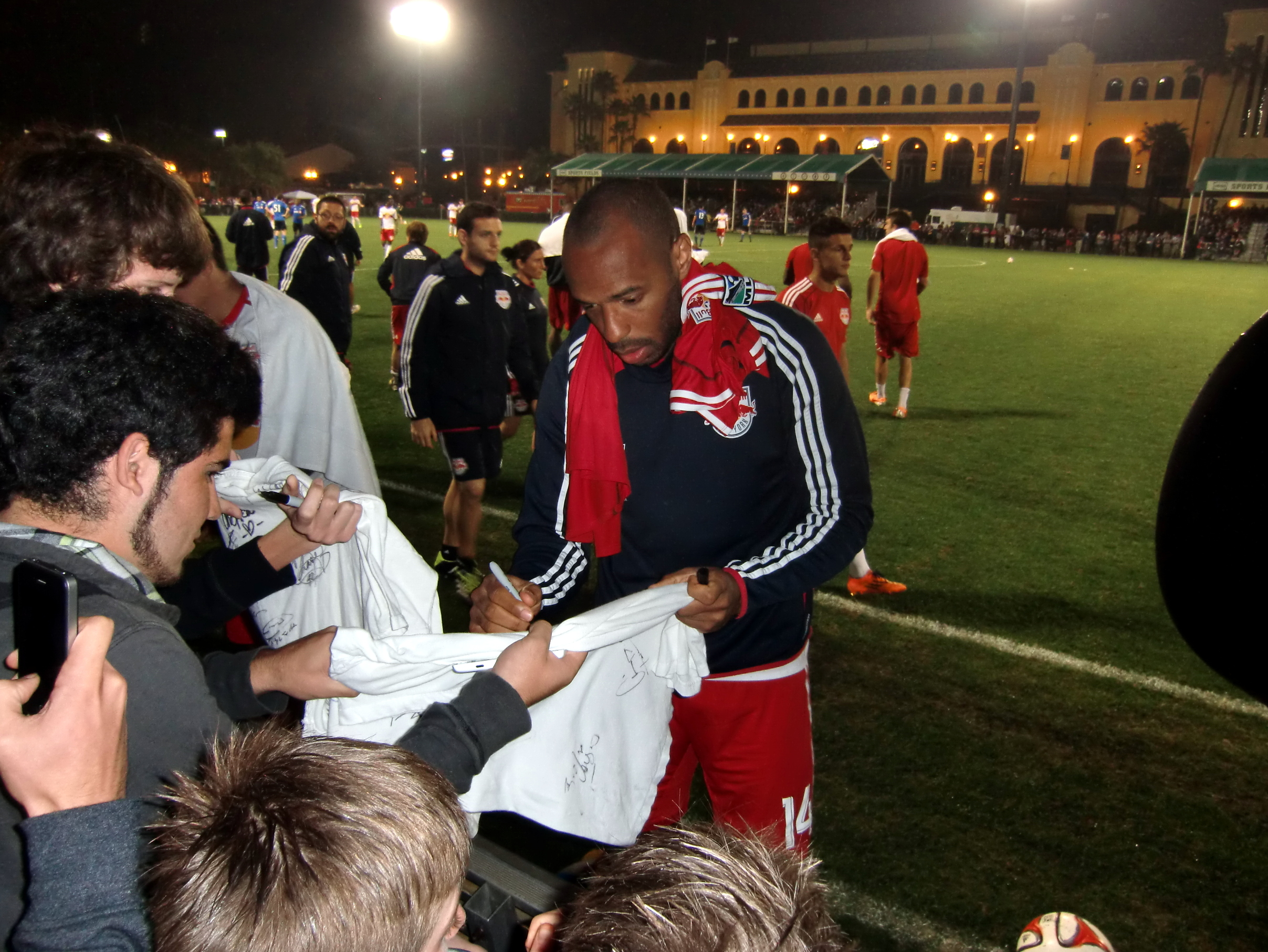
2014年2月、ファンにサインをするアンリ

2012年2月17日、レッドブルズに復帰した。アンリの基本給は500万ドルであり、MLS最高額であった。ロサンゼルス・ギャラクシーのデビッド・ベッカムが減給したことで、アンリが最高額となった。2013年、アンリの基本給は、ロビー・キーンの400万ドルを下回り、375万ドルとなった。しかし、ボーナスを含めた給与では、キーンの432万ドルを上回る435万ドルだった。
2012年3月31日、モントリオール・インパクト戦でレッドブルズでの初めてのハットトリックを達成した。2012年3月のMLS月間MVPに選出された。
2013年10月27日、レッドブル・アリーナでのシカゴ・ファイアー戦で1得点1アシストを記録して、5-2での勝利し、チームはサポーターズ・シールドを獲得した。ニューヨーク・レッドブルズの17年間で初のタイトルであった。
2014年7月12日、コロンバス・クルー戦で3アシストを記録した。そのアシストにより、アマド・ゲバラとタブ・ラモスを上回りレッドブルズでの最多アシストを記録した選手となった。
2014年12月1日、ニューヨーク・レッドブルズ退団を表明した。

### 代表
フランス代表としてのアンリの経歴は15歳の時にまで遡り、早くからその才能を世界の舞台で輝かせている。本格的な国際大会の初陣としては母国で開催された欧州U-19選手権で、決勝の対スペイン戦では決勝弾を決める活躍で優勝に貢献した。またマレーシアで開催されたワールドユースにもメンバー入りし、後のA代表の主力となるニコラ・アネルカ、ダビド・トレゼゲと3トップを形成している。
代表デビューは1997年10月11日の対南アフリカ共和国戦。
1998年フランスW杯のフランス代表メンバーに選出され、決勝のブラジル戦以外の6試合に出場。通算3得点に終わるも、フランスはグループリーグを全勝で勝ち上がり勢いそのままにW杯初優勝。新世代の台頭を予感させるジネディーヌ・ジダンやリリアン・テュラムの存在が光る大会となった。その2年後にベルギーとオランダで共催されたEURO2000のメンバーにも名を列ね、3得点を記録。フランスは今大会でも優勝を果たし、史上初となるW杯と欧州選手権を立て続けに優勝した国となった。
2002年にフランス代表の中心選手として日韓W杯に挑むもグループリーグで敗退。アンリはグループリーグ2戦目となったウルグアイ戦でレッドカードで退場となってしまい、そのまま3戦目のデンマーク戦にも出場できず戦犯とされる事態に発展した。同大会のフランス代表はロベール・ピレスが右膝の靭帯断裂で代表に招集されなかったことや、ジダンの左腿の肉離れによる欠場といったことが敗退要因として挙がったが、それでも世界有数の選手を揃えた優勝候補国であることは変りなく、大会早々に大波乱という話題を振りまいて姿を消した。
自国開催となったFIFAコンフェデレーションズカップ2003では2大会連続優勝。この大会ではジブリル・シセと2トップを組むことが多かったが、先発と控えを作らないというチーム方針で全試合には出場していない。日本戦は控えに回ったが、アンリコールを繰り返す大歓声に応える形で後半35分に途中出場。チェイシングを仕掛ける中田英寿を反転して突破し、小笠原満男のスライディングを読んでかわすなど実力の片鱗を見せつけた。
2004年6月にポルトガルで開催されたEURO2004では、フランスはBグループ首位で決勝トーナメント進出を決めるも試合内容は前回王者とは思えないほど精彩を欠いており、とりわけ前々から囁かれていたアンリの代表不調はここにきても変わることはなく、決勝トーナメント一回戦で今大会の王者となるギリシャに敗退。フランスは2大会連続欧州王者とはならなかった。
ジダンが引退表明をして臨んだ2006年ドイツW杯では3得点を決めチームの準優勝に貢献。準々決勝のブラジル戦で決めたゴールはジダンのアシストによるもので、1997年のA代表デビュー以来ジダンから受けた最初で最後のアシストとなった。
EURO2008予選ではチーム最多の6得点を記録し、ミシェル・プラティニが持つフランス代表の最多得点記録を更新。しかし、本大会ではオランダ戦の1得点だけにとどまり、チームもグループリーグで敗退。なお、このアンリの1得点が大会のフランス唯一の得点である。
EURO2008終了後の最初の試合となったスウェーデンとの親善試合でフランス代表のキャプテンに任命された。
2010年南アフリカW杯欧州予選プレーオフ（対アイルランド）では延長戦で、チームを4大会連続本大会出場に導くウィリアム・ギャラスの決勝点をアシストしたが、その際、ゴールラインの方に流れたボールを自身の左手で止めるような形で当たっていたのが確認され、物議を醸した。アンリ自身も「決してわざとではないが、確かに手に当たった」と認めている
。本大会出場のメンバーに選出された事により、登録選手の中で唯一1998年大会の優勝を知る者となった。しかし大会直前まで自身のコンディションが上がらず、また当時キャリアの絶頂期にあったフランク・リベリーを本職では無い右サイド、アンリを左サイドに置く布陣が中々機能しなかった。そこでレイモン・ドメネク監督は本大会でアンリを先発から外し、リベリーを本職の左サイドに回す決断をした。これに伴い、キャプテンもパトリス・エヴラに交代となった。結果的に自身はグループA初戦のウルグアイ戦と3戦目の南アフリカ戦に途中出場するに留まり、無得点に終わった。チームとしてもニコラ・アネルカの代表離脱騒動の影響もあり、1分2敗のグループ最下位で大会を後にした。
W杯終了後、代表引退を表明した。

### 現役引退後
2014年12月15日、自身のFacebookで現役引退を表明。引退後はSky Sportsの解説者を務めることを明かした。その後、解説者を務める傍ら、古巣アーセナルで指導者としての経験を積み、2016年3月にUEFAの指導者ライセンスAを修得、アーセナルのU-18チームのコーチを務めていたが、同年6月に辞任を発表した。辞任理由については、トップチームのベンゲル監督より解説業を辞職し、指導者に専念するよう要請を受けた結果と報じられている。2016年8月26日に、ベルギーサッカー協会はベルギー代表のアシスタント・コーチに就任すると発表した。
2018年10月13日、古巣ASモナコの監督に就任した。契約期間は3年間。アーセナル時代のチームメイトセスク・ファブレガスを獲得するなど、低迷に苦しむチームの立て直しを図る。しかし、就任12試合で2勝にとどまるなど、低空飛行から脱することが出来ず、2019年1月24日に解任された。
2021年5月30日より再度ベルギー代表のアシスタントコーチを務め、2022年カタールW杯終了後の2023年2月に退任。
2023年8月21日、U-21フランス代表監督に就任。

## 人物
- 2008年、レキップ紙に掲載されたBVAによるフランス国民が選ぶNo.1スポーツ選手で44 %の票を集めて第1位となった[40]。
- 自身の浮気が原因で2003年から4年間連れ添ったクレア夫人と離婚、慰謝料はサッカー選手最高額となる1,000万ポンド（約23億2,000万円）とも800万ポンドとも言われている[41][42]。
- 引退後はフットボール祭典やテレビの試合解説などでゲスト活動。
- 大のNBAファンと知られ、マイケル・ジョーダンを深く尊敬していることで知られている。またトニー・パーカーや元NBA選手のスティーブ・ナッシュとも親交が深いことでも知られている。
- アーセナル史上最高の選手とされ、アンリが背負った背番号14はアーセナルにおけるエースナンバーとなっている。しかし本人は、憧れの選手であるマルコ・ファン・バステンが1988年に欧州選手権で着用した12番をお気に入りの番号としており、アーセナル加入時に12番が空いていなかったため14番を選んだ。フランス代表やニューヨーク・レッドブルズからアーセナルへ復帰した際などには、12番を着用している[43]。

## 個人成績

### クラブ
| クラブ                     | シーズン     | リーグ戦             | リーグ戦 | リーグ戦 | カップ戦 | カップ戦 | リーグカップ | リーグカップ | 国際大会 | 国際大会 | その他 | その他 | 合計 | 合計 |
| クラブ                     | シーズン     | ディヴィジョン       | 出場     | 得点     | 出場     | 得点     | 出場         | 得点         | 出場     | 得点     | 出場   | 得点   | 出場 | 得点 |
| -------------------------- | ------------ | -------------------- | -------- | -------- | -------- | -------- | ------------ | ------------ | -------- | -------- | ------ | ------ | ---- | ---- |
| モナコB                    | 1994-95      | CFA                  | 19       | 6        | -        | -        | -            | -            | -        | -        | -      | -      | 19   | 6    |
| モナコ                     | 1994-95      | ディヴィジオン・アン | 8        | 3        | 0        | 0        | 0            | 0            | 0        | 0        | -      | -      | 8    | 3    |
| モナコ                     | 1995-96      | ディヴィジオン・アン | 18       | 3        | 0        | 0        | 3            | 0            | 1        | 0        | -      | -      | 22   | 3    |
| モナコ                     | 1996-97      | ディヴィジオン・アン | 36       | 9        | 1        | 0        | 2            | 0            | 9        | 1        | -      | -      | 48   | 10   |
| モナコ                     | 1997-98      | ディヴィジオン・アン | 30       | 4        | 4        | 0        | 1            | 0            | 9        | 7        | -      | -      | 44   | 1    |
| モナコ                     | 1998-99      | ディヴィジオン・アン | 13       | 1        | 0        | 0        | 1            | 0            | 5        | 0        | -      | -      | 19   | 1    |
| モナコ                     | クラブ通算   | クラブ通算           | 105      | 20       | 5        | 0        | 7            | 0            | 24       | 8        | 0      | 0      | 141  | 28   |
| ユヴェントス               | 1998-99      | セリエA              | 16       | 3        | 1        | 0        | -            | -            | 0        | 0        | 2      | 0      | 19   | 3    |
| ユヴェントス               | 1999-00      | セリエA              | 0        | 0        | 0        | 0        | -            | -            | 1        | 0        | -      | -      | 1    | 0    |
| ユヴェントス               | クラブ通算   | クラブ通算           | 16       | 3        | 1        | 0        | 0            | 0            | 1        | 0        | 2      | 0      | 20   | 3    |
| アーセナル                 | 1999-00      | プレミアリーグ       | 31       | 17       | 3        | 0        | 2            | 1            | 12       | 8        | -      | -      | 48   | 26   |
| アーセナル                 | 2000-01      | プレミアリーグ       | 35       | 17       | 4        | 1        | 0            | 0            | 14       | 4        | -      | -      | 53   | 22   |
| アーセナル                 | 2001-02      | プレミアリーグ       | 33       | 24       | 5        | 1        | 0            | 0            | 11       | 7        | -      | -      | 49   | 32   |
| アーセナル                 | 2002-03      | プレミアリーグ       | 37       | 24       | 5        | 1        | 0            | 0            | 12       | 7        | 1      | 0      | 56   | 32   |
| アーセナル                 | 2003-04      | プレミアリーグ       | 37       | 30       | 3        | 3        | 0            | 0            | 10       | 5        | 1      | 1      | 51   | 39   |
| アーセナル                 | 2004-05      | プレミアリーグ       | 32       | 25       | 1        | 0        | 0            | 0            | 8        | 5        | 1      | 0      | 42   | 30   |
| アーセナル                 | 2005-06      | プレミアリーグ       | 32       | 27       | 0        | 0        | 1            | 1            | 11       | 5        | 1      | 0      | 45   | 33   |
| アーセナル                 | 2006-07      | プレミアリーグ       | 17       | 10       | 3        | 1        | 0            | 0            | 7        | 1        | -      | -      | 27   | 12   |
| アーセナル                 | クラブ通算   | クラブ通算           | 254      | 174      | 24       | 7        | 3            | 2            | 85       | 42       | 4      | 1      | 370  | 226  |
| バルセロナ                 | 2007-08      | ラ・リーガ           | 30       | 12       | 7        | 4        | -            | -            | 10       | 3        | -      | -      | 47   | 19   |
| バルセロナ                 | 2008-09      | ラ・リーガ           | 29       | 19       | 1        | 1        | -            | -            | 12       | 6        | -      | -      | 42   | 26   |
| バルセロナ                 | 2009-10      | ラ・リーガ           | 21       | 4        | 1        | 0        | -            | -            | 6        | 0        | 4      | 0      | 32   | 4    |
| バルセロナ                 | クラブ通算   | クラブ通算           | 80       | 35       | 9        | 5        | 0            | 0            | 28       | 9        | 4      | 0      | 121  | 49   |
| ニューヨーク・レッドブルズ | 2010         | MLS                  | 11       | 2        | 0        | 0        | 0            | 0            | 0        | 0        | 1      | 0      | 12   | 2    |
| ニューヨーク・レッドブルズ | 2011         | MLS                  | 26       | 14       | 0        | 0        | 0            | 0            | 0        | 0        | 3      | 1      | 29   | 15   |
| ニューヨーク・レッドブルズ | 2012         | MLS                  | 25       | 15       | 0        | 0        | 0            | 0            | 0        | 0        | 2      | 0      | 27   | 15   |
| ニューヨーク・レッドブルズ | 2013         | MLS                  | 30       | 10       | 0        | 0        | 0            | 0            | 0        | 0        | 2      | 0      | 32   | 10   |
| ニューヨーク・レッドブルズ | 2014         | MLS                  | 30       | 10       | 0        | 0        | 0            | 0            | -        | -        | 5      | 0      | 35   | 10   |
| ニューヨーク・レッドブルズ | クラブ通算   | クラブ通算           | 122      | 51       | 0        | 0        | 0            | 0            | 0        | 0        | 13     | 1      | 135  | 42   |
| アーセナル (loan)          | 2011-12      | プレミアリーグ       | 4        | 1        | 2        | 1        | 0            | 0            | 1        | 0        | -      | -      | 7    | 2    |
| キャリア通算               | キャリア通算 | キャリア通算         | 600      | 290      | 41       | 13       | 10           | 2            | 139      | 59       | 23     | 2      | 813  | 366  |

1. ↑  UEFAカップ・プレーオフ
2. 1 2 3 4  FAコミュニティ・シールド
3. ↑  2試合 : スーペルコパ・デ・エスパーニャ, 1試合 : UEFAスーパーカップ, 1試合 : FIFAクラブワールドカップ
4. 1 2 3 4 5  MLSカップ・プレーオフ

## 代表歴

### 出場大会
- フランス代表
  - 1998 FIFAワールドカップ
  - 2002 FIFAワールドカップ
  - 2006 FIFAワールドカップ
  - 2010 FIFAワールドカップ

### 試合数
- 国際Aマッチ 123試合 51得点（1997年-2010年）[44][2][45]

| フランス代表 | 国際Aマッチ | 国際Aマッチ |
| 年           | 出場        | 得点        |
| ------------ | ----------- | ----------- |
| 1997         | 1           | 0           |
| 1998         | 10          | 3           |
| 1999         | 0           | 0           |
| 2000         | 14註1       | 5           |
| 2001         | 7           | 3           |
| 2002         | 10          | 3           |
| 2003         | 14          | 11          |
| 2004         | 13          | 3           |
| 2005         | 6           | 3           |
| 2006         | 16          | 8           |
| 2007         | 6           | 5           |
| 2008         | 11          | 4           |
| 2009         | 9           | 3           |
| 2010         | 6           | 0           |
| 通算         | 123         | 51          |

註1 フランスサッカー連盟は2000年8月16日に行われたFIFA選抜戦を国際Aマッチとして認めている。

### 得点
| #   | 開催年月日     | 開催地                                                   | 対戦国           | スコア | 結果     | 試合概要                                |
| --- | -------------- | -------------------------------------------------------- | ---------------- | ------ | -------- | --------------------------------------- |
| 1.  | 1998年6月12日  | マルセイユ、スタッド・ヴェロドローム                     | 南アフリカ共和国 | 3-0    | 3-0      | 1998 FIFAワールドカップ                 |
| 2.  | 1998年6月18日  | サン＝ドニ、スタッド・ド・フランス                       | サウジアラビア   | 1-0    | 4-0      | 1998 FIFAワールドカップ                 |
| 3.  | 1998年6月18日  | サン＝ドニ、スタッド・ド・フランス                       | サウジアラビア   | 3-0    | 4-0      | 1998 FIFAワールドカップ                 |
| 4.  | 2000年3月29日  | グラスゴー、ハムデン・パーク                             | スコットランド   | 0-1    | 0-2      | 親善試合                                |
| 5.  | 2000年6月6日   | カサブランカ、スタッド・モハメド・サンク                 | モロッコ         | 0-1    | 1-5      | 親善試合                                |
| 6.  | 2000年6月11日  | ブルッヘ、ヤン・ブレイデルスタディオン                   | デンマーク       | 2-0    | 3-0      | UEFA EURO 2000                          |
| 7.  | 2000年6月16日  | ブルッヘ、ヤン・ブレイデルスタディオン                   | チェコ           | 0-1    | 1-2      | UEFA EURO 2000                          |
| 8.  | 2000年6月28日  | ブリュッセル、ボードゥアン国王競技場                     | ポルトガル       | 1-1    | 1-2 (GG) | UEFA EURO 2000                          |
| 9.  | 2001年3月24日  | サン＝ドニ、スタッド・ド・フランス                       | 日本             | 2-0    | 5-0      | 親善試合                                |
| 10. | 2001年4月25日  | サン＝ドニ、スタッド・ド・フランス                       | ポルトガル       | 3-0    | 4-0      | 親善試合                                |
| 11. | 2001年10月6日  | サン＝ドニ、スタッド・ド・フランス                       | アルジェリア     | 3-0    | 4-1      | 親善試合                                |
| 12. | 2002年3月27日  | サン＝ドニ、スタッド・ド・フランス                       | スコットランド   | 3-0    | 5-0      | 親善試合                                |
| 13. | 2002年10月16日 | タカリ、タカリ国立競技場                                 | マルタ           | 0-1    | 0-4      | UEFA EURO 2004予選                      |
| 14. | 2002年10月16日 | タカリ、タカリ国立競技場                                 | マルタ           | 0-2    | 0-4      | UEFA EURO 2004予選                      |
| 15. | 2003年3月29日  | ランス、スタッド・フェリックス・ボラール                 | マルタ           | 2-0    | 6-0      | UEFA EURO 2004予選                      |
| 16. | 2003年3月29日  | ランス、スタッド・フェリックス・ボラール                 | マルタ           | 3-0    | 6-0      | UEFA EURO 2004予選                      |
| 17. | 2003年4月30日  | サン＝ドニ、スタッド・ド・フランス                       | エジプト         | 1-0    | 5-0      | 親善試合                                |
| 18. | 2003年4月30日  | サン＝ドニ、スタッド・ド・フランス                       | エジプト         | 2-0    | 5-0      | 親善試合                                |
| 19. | 2003年6月18日  | リヨン、スタッド・ジェルダン                             | コロンビア       | 1-0    | 1-0      | FIFAコンフェデレーションズカップ2003    |
| 20. | 2003年6月22日  | サン＝ドニ、スタッド・ド・フランス                       | ニュージーランド | 2-0    | 5-0      | FIFAコンフェデレーションズカップ2003    |
| 21. | 2003年6月26日  | サン＝ドニ、スタッド・ド・フランス                       | トルコ           | 1-0    | 3-2      | FIFAコンフェデレーションズカップ2003    |
| 22. | 2003年6月29日  | サン＝ドニ、スタッド・ド・フランス                       | カメルーン       | 1-0    | 1-0      | FIFAコンフェデレーションズカップ2003    |
| 23. | 2003年9月6日   | サン＝ドニ、スタッド・ド・フランス                       | キプロス         | 4-0    | 5-0      | UEFA EURO 2004予選                      |
| 24. | 2003年10月11日 | サン＝ドニ、スタッド・ド・フランス                       | イスラエル       | 1-0    | 3-0      | UEFA EURO 2004予選                      |
| 25. | 2003年11月15日 | ゲルゼンキルヒェン、アレーナ・アウフシャルケ             | ドイツ           | 0-1    | 0-3      | 親善試合                                |
| 26. | 2004年6月21日  | コインブラ、エスタディオ・シダーデ・デ・コインブラ       | スイス           | 1-2    | 1-3      | UEFA EURO 2004                          |
| 27. | 2004年6月21日  | コインブラ、エスタディオ・シダーデ・デ・コインブラ       | スイス           | 1-3    | 1-3      | UEFA EURO 2004                          |
| 28. | 2004年10月13日 | ニコシア、GSPスタジアム                                  | キプロス         | 0-2    | 0-2      | 2006 FIFAワールドカップ・ヨーロッパ予選 |
| 29. | 2005年8月17日  | モンペリエ、スタッド・ドゥ・ラ・モッソン                 | コートジボワール | 3-0    | 3-0      | 親善試合                                |
| 30. | 2005年9月7日   | ダブリン、ランズダウン・ロード                           | アイルランド     | 0-1    | 0-1      | 2006 FIFAワールドカップ・ヨーロッパ予選 |
| 31. | 2005年9月9日   | フォール＝ド＝フランス、スタッド・ピエール＝アリカー     | コスタリカ       | 3-2    | 3-2      | 親善試合                                |
| 32. | 2006年5月31日  | ランス、スタッド・フェリックス・ボラール                 | デンマーク       | 1-0    | 2-0      | 親善試合                                |
| 33. | 2006年6月7日   | サン＝テティエンヌ、スタッド・ジェフロワ＝ギシャール     | 中華人民共和国   | 3-1    | 3-1      | 親善試合                                |
| 34. | 2006年6月18日  | ライプツィヒ、ツェントラールシュタディオン               | 韓国             | 1-0    | 1-1      | 2006 FIFAワールドカップ                 |
| 35. | 2006年6月23日  | ケルン、ラインエネルギーシュタディオン                   | トーゴ           | 0-2    | 0-2      | 2006 FIFAワールドカップ                 |
| 36. | 2006年7月1日   | フランクフルト、コメルツバンク・アレーナ                 | ブラジル         | 0-1    | 0-1      | 2006 FIFAワールドカップ                 |
| 37. | 2006年9月6日   | サン＝ドニ、スタッド・ド・フランス                       | イタリア         | 2-0    | 3-1      | UEFA EURO 2008予選                      |
| 38. | 2006年10月11日 | モンベリアル、スタッド・オーギュスト・ボナール           | フェロー諸島     | 2-0    | 5-0      | UEFA EURO 2008予選                      |
| 39. | 2006年10月15日 | サン＝ドニ、スタッド・ド・フランス                       | ギリシャ         | 1-0    | 1-0      | 親善試合                                |
| 40. | 2007年8月22日  | トルナヴァ、シュタディオーン・アントナ・マラチンスケーホ | スロバキア       | 0-1    | 0-1      | 親善試合                                |
| 41. | 2007年10月13日 | トースハウン、トースヴェリュール                         | フェロー諸島     | 0-2    | 0-6      | UEFA EURO 2008予選                      |
| 42. | 2007年10月17日 | ナント、スタッド・ドゥ・ラ・ボージョワール               | リトアニア       | 1-0    | 2-0      | UEFA EURO 2008予選                      |
| 43. | 2007年10月17日 | ナント、スタッド・ドゥ・ラ・ボージョワール               | リトアニア       | 2-0    | 2-0      | UEFA EURO 2008予選                      |
| 44. | 2007年11月21日 | キエフ、オリンピスキ・スタジアム                         | ウクライナ       | 1-1    | 2-2      | UEFA EURO 2008予選                      |
| 45. | 2008年6月13日  | ベルン、バンクドルフ・スタジアム                         | スイス           | 1-2    | 1-4      | UEFA EURO 2008                          |
| 46. | 2008年9月10日  | サン＝ドニ、スタッド・ド・フランス                       | セルビア         | 1-0    | 2-1      | 2010 FIFAワールドカップ・ヨーロッパ予選 |
| 47. | 2008年10月14日 | サン＝ドニ、スタッド・ド・フランス                       | チュニジア       | 1-1    | 3-1      | 親善試合                                |
| 48. | 2008年10月14日 | サン＝ドニ、スタッド・ド・フランス                       | チュニジア       | 2-1    | 3-1      | 親善試合                                |
| 49. | 2009年9月5日   | サン＝ドニ、スタッド・ド・フランス                       | ルーマニア       | 1-0    | 1-1      | 2010 FIFAワールドカップ・ヨーロッパ予選 |
| 50. | 2009年9月9日   | ベオグラード、スタディオン・ツルヴェナ・ズヴェズダ       | セルビア         | 1-1    | 1-1      | 2010 FIFAワールドカップ・ヨーロッパ予選 |
| 51. | 2009年10月14日 | サン＝ドニ、スタッド・ド・フランス                       | オーストリア     | 2-0    | 3-1      | 2010 FIFAワールドカップ・ヨーロッパ予選 |

## 監督成績
2021年2月25日現在
| クラブ                     | 就任           | 退任          | 記録 | 記録 | 記録 | 記録 | 記録 | 記録 | 記録 | 記録   |
| クラブ                     | 就任           | 退任          | 試   | 勝   | 分   | 敗   | 得   | 失   | 差   | 勝率   |
| -------------------------- | -------------- | ------------- | ---- | ---- | ---- | ---- | ---- | ---- | ---- | ------ |
| モナコ                     | 2018年10月13日 | 2019年1月24日 | 20   | 4    | 5    | 11   | 15   | 36   | −21  | 020.00 |
| モントリオール・インパクト | 2019年11月14日 | 2021年2月25日 | 29   | 9    | 4    | 16   | 38   | 50   | −12  | 031.03 |
| 合計                       | 合計           | 合計          | 49   | 13   | 9    | 27   | 53   | 86   | −33  | 026.53 |

## タイトル

### 選手時代
ASモナコ
- リーグ・アン：1回（1996-97）
- トロフェ・デ・シャンピオン：1回（1997）

アーセナルFC
- プレミアリーグ：2回（2001-02、2003-04）
- FAカップ：3回（2001-02、2002-03、2004-05）
- FAコミュニティ・シールド：2回（2002、2004）

FCバルセロナ
- プリメーラ・ディビシオン：2回（2008-09、2009-10）
- コパ・デル・レイ：1回（2008-09）
- スーペルコパ・デ・エスパーニャ：2回（2009、2010）
- UEFAチャンピオンズリーグ：1回（2008-09）
- UEFAスーパーカップ：1回（2009）
- FIFAクラブワールドカップ：1回（2009）

ニューヨーク・レッドブルズ
- サポーターズ・シールド：1回（2013）

フランス代表
- U-19欧州選手権：1回（1996）
- FIFAワールドカップ：1回（1998）
- UEFA欧州選手権：1回（2000）
- FIFAコンフェデレーションズカップ：1回（2003）

個人
- リーグ・アン年間最優秀若手選手賞（1996-97）
- PFA年間最優秀選手賞：2回（2002-03、2003-04）
- PFA年間ベストイレブン：6回（2000-01、2001-02、2002-03、2003-04、2004-05、2005-06）
- FWA年間最優秀選手賞：3回（2002-03、2003-04、2005-06）
- ヨーロッパ・ゴールデンブーツ：2回（2003-04、2004-05）
- プレミアリーグ年間最優秀選手：2回（2003-04、2005-06）
- プレミアリーグ月間最優秀選手：4回（2000年4月、2002年9月、2004年1月、2004年4月）
- プレミアリーグ得点王：4回（2001-02、2003-04、2004-05、2005-06）
- プレミアリーグアシスト王：1回（2002-03）
- BBCシーズン最優秀ゴール：1回（2002-03）
- オンズドール：2回（2003、2006）
- UEFAチーム・オブ・ザ・イヤー：5回（2001、2002、2003、2004、2006）
- MLSベストイレブン：3回（2011、2012、2014）
- MLS月間最優秀選手：1回（2012年3月）
- ESPY賞最優秀MLSプレーヤー：1回（2013）
- IFFHS世界得点王：1回（2003）
- FIFProワールドイレブン：1回（2006）
- FIFAワールドカップオールスターチーム：1回（2006）
- FIFAコンフェデレーションズカップ得点王：1回（2003）
- FIFAコンフェデレーションズカップ最優秀選手：1回（2003）
- UEFA欧州選手権ベストイレブン：1回（2000）
- FIFA 100（2004）
- タイム100：1回（2007）
- イングランドサッカー殿堂（2008）
- UEFAアルティメット・チーム・オブ・ザ・イヤー（2015）
- UEFA欧州選手権オールタイムベストイレブン（2016）

## 栄誉
- レジオンドヌール勲章シュヴァリエ（1998）

## パートナーシップ
- リーボック（2006年） - サッカーキャンペーン「So you think you know me?」のイメージキャラクターとして複数年契約[46]。